# ملتهمة متغيرة متناقضة
ملتهمة متغيرة متناقضة (بالإنجليزية: Variovorax paradoxus)‏ هي نوع من البكتيريا، سلبية الغرام، تتبع الملتهمة متغيرة.